# Дін Бенджамін Мак-Лафлін
Дін Бенджамін Мак-Лафлін (англ. Dean Benjamin McLaughlin) — американський астроном.

## Біографія та наукові здобутки
Родився в Брукліні (Нью-Йорк). Закінчив Мічиганський університет. Упродовж 1924—1927 років працював у Суартморському коледжі, з 1927 року — в обсерваторії Мічиганського університету.
Наукові праці відносяться до зіркової спектроскопії. У 1929 році очолив спектроскопічні програми обсерваторії Мічиганського університету. Виконав детальні дослідження спектрів Be-зірок, спектрально-подвійних зірок. Виявив, що VV Цефея, 31 і 32 Лебедя є затемненими системами, що складаються з холодного надгіганта і гарячої зірки невеликих розмірів, затемнення якої дальньої атмосферою надгіганта дають унікальну можливість вивчати будову протяжних атмосфер. Визначав орбіти затемнюваних подвійних зірок, вивчав спектральні зміни у довгоперіодичних змінних. Особливо відомий своїми дослідженнями нових і наднових зірок. Починаючи з Новою Геркулеса 1934 спостерігав всі доступні нові, виконав вимірювання численних емісійних та абсорбційних деталей у спектрах цих зірок, співвідносячи їх зі змінами блиску і з викидами оболонок. Розшифрував складні спектри наднових I типу, інтерпретувавши їх як спектри поглинання, а не випромінювання (як вважали раніше).
На честь Мак-Лафліна названі кратер на Марсі та на зворотному боці Місяця.